# SNCV Groupe de Louvain

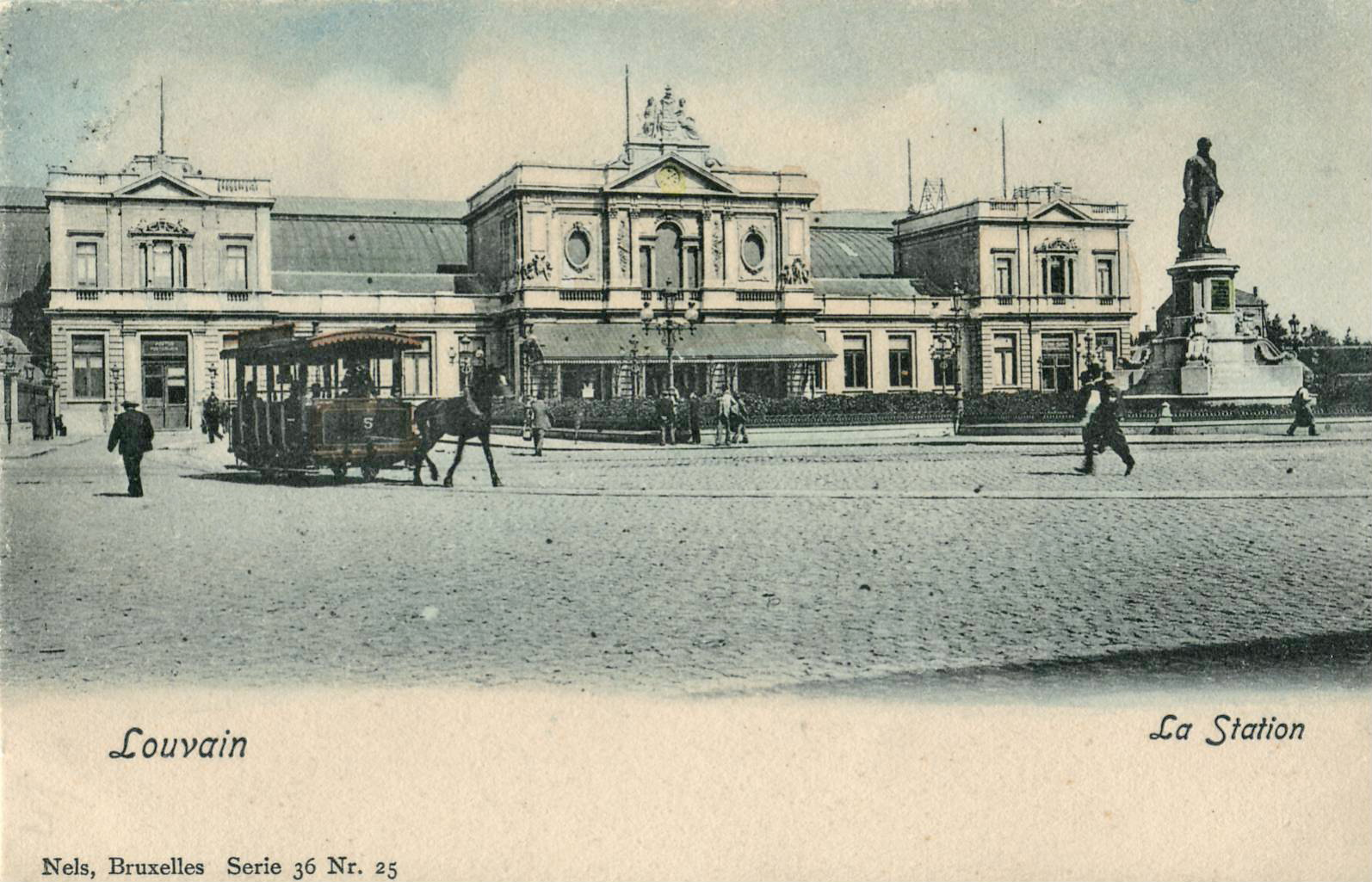
Tramway à cheval devant la station

Le groupe de Louvain ou tramway de Louvain a fonctionné dans la ville de Louvain, en néerlandais : Leuven, en Belgique dans la province de Brabant entre 1874 et 1962.

## Histoire

### Création
Entre 1874 et 1912, un tramway à cheval  dessert la ville. Une première ligne fonctionne entre la rue de la Station (Stationsstraat) et Blauwe Hoek ouverte le 6 avril 1874. Elle est prolongée vers  la place du marché (Grote Markt) en 1895. La société anonyme des tramways de Louvain (TL) exploite ce réseau construit à voie normale
À partir de 1892, la SNCV constitue un réseau de lignes suburbaines autour de Louvain dont elle confie l'exploitation à la Société anonyme pour l'exploitation des chemins de fer vicinaux (CFV). Ces lignes sont construites à voie métrique
En 1912,  un réseau de tramways électriques d'une longueur de 12 kilomètres, construit à voie métrique, est mis en service. L'ancien tramway à cheval disparait. La société anonyme des tramways de Louvain (TL) est autorisée à exploiter le réseau.
En 1920, les lignes urbaines et suburbaines sont intégrées à la société nationale des chemins de fer vicinaux (SNCV).
La SNCV va électrifier en partie des lignes suburbaines entre 1932 et 1953.

### Évolution du réseau (1926-1951)
La SNCV établit plusieurs prolongements:
- de la gare d'Heverlé à Kantien en 1926;
- de Tivoli à Korbeek-Lo en 1926;
- de Kessel-Lo  à Linden en 1932;
- de Korbeek-Lo à Lovenjoel en 1934;
- de la Porte de Malines à Herent en 1937;

La SNCV électrifie le réseau suburbain
- de Terbank à Bertem en 1932 et de Bertem à Tervueren en 1934;
- de Louvain à Tielt en 1952 et de Tielt à Diest en 1953;

| Infrastructure |                                                               |
|                | Dépôt, installation technique ou voyageurs (stations, gares). |
|                | Emprise en site indépendant.                                  |
|                | Voie de service ou de fret.                                   |
| Lignes         |                                                               |
|                | Ligne de la SNCV.                                             |
| 15(18)         | Ligne (service partiel, prolongé ou variante)                 |

Au 1er janvier 1950, le réseau comprend les lignes suivantes :
- 1 (TE) Heverlee Kantien - Linden
  - 1/ (TE) Id. - Kessel-Lo Dépôt (service partiel)
- 2 (TE) Kessel-Lo Beneden Kessel - Louvain Porte de Tervueren
- 3 (TE) Herent Gare - Lovenjoel Centre
- B (TE) Bruxelles - Louvain Gare (réseau de Bruxelles)
- LD (TA) Louvain Gare - Diest gare
- LJT (TA) Louvain Gare - Jodoigne Gare / Tirlemont Gare

TE ligne de tramway à traction électrique, TA ligne de tramway à traction autonome. Les indices en italique sont à titre indicatif.

### Dernières évolutions et suppression (1952-1962)
En 1952, les lignes urbaines n°2 et 3 sont supprimées et remplacées par des autobus respectivement le 13 septembre et 14 août. L'année suivante, la dernière ligne urbaine n°1 et la ligne Louvain - Jodoigne / Tirlemont sont également remplacées par des autobus.
En parallèle en 1952 et 1953, la ligne de Diest est électrifiée intégralement et un nouveau service est mis en place : D Louvain Grand-Place - Diest Gare renforcé par deux services partiels, le premier sous l'indice T limité à la station de Tielt-Winge et le second sous l'indice L limité à Linde, remplaçant l'ancienne ligne 1. Son existence est cependant très brève, en 1955, la section Tielt-Winge - Diest est supprimée ne laissant exploité que l'ancien service partiel T Louvain - Tielt-Winge.
En 1961, la ligne B Bruxelles - Louvain est supprimée ne laissant plus à Louvain que la ligne de Tielt-Winge qui sera supprimée l'année suivante le 31 mars 1962 marquant la fin du tramway de Louvain.

## Lignes

### Lignes urbaines
| Nom | Alias Autres indices et tableaux | Début du service voyageurs | Fin du service voyageurs | Traction   |
| --- | -------------------------------- | -------------------------- | ------------------------ | ---------- |
| 1   |                                  |                            |                          | électrique |
| 2   |                                  |                            |                          | électrique |
| 3   |                                  |                            |                          | électrique |
| 4   |                                  |                            |                          | électrique |
| 5   |                                  |                            |                          | électrique |

### Lignes provinciales
| Nom   | Alias Autres indices et tableaux | Début du service voyageurs | Fin du service voyageurs | Traction            |
| ----- | -------------------------------- | -------------------------- | ------------------------ | ------------------- |
| 305/1 |                                  |                            |                          | vapeur              |
| 305/2 |                                  |                            |                          | vapeur              |
| 309   |                                  |                            |                          | vapeur              |
| 311   |                                  |                            |                          | vapeur              |
| 322   |                                  |                            |                          | vapeur → électrique |

## Infrastructure

### Dépôts
| Illustration | Nom       | Commune             | Localisation                |
| ------------ | --------- | ------------------- | --------------------------- |
|              | Kessel-Lo | Louvain (Kessel-Lo) | 50° 53′ 08″ N, 4° 44′ 32″ E |